# عزر
العذرا والعذر هي قرية لبنانية من قرى قضاء كسروان في محافظة جبل لبنان. 

```
تبعد البلدة 39 كم عن العاصمة 
بيروت
، كما ترتفع 750 متر عن سطح البحر وتبلغ مساحتها 113 هكتار. معظم سكانها ينتمي إلى 
الكنيسة المارونية
.
```